# You Never Can Tell (película de 1920)
You Never Can Tell es una película muda de comedia romántica estadounidense de 1920 producida por la compañía Realart, una filial de Paramount Pictures, y distribuida por Realart. Chester M. Franklin dirigió y Bebe Daniels protagonizó la película. La película está basada en varios cuentos cortos de You Never Can Tell y Class de Grace Lovell Bryan. Una copia sobreviviente de la película se encuentra en la Biblioteca del Congreso.

## Reparto
- Bebe Daniels - Rowena Patricia Jones;
- Jack Mulhall - Prince;
- Edward Martindel - William Vaughn;
- Helen Dunbar - Señora Vaughn;
- Harold Goodwin - Jimmy Flannery;
- Neely Edwards - Mysterious Sport;
- Leo White - Señor Renan;
- Milla Davenport - Señora Jones;
- Graham Pettie - Wilberforce Jones;
- Gertrude Short - Vera.